# Arrabaldo (Orense)
Arrabaldo (llamada oficialmente Santa Cruz de Arrabaldo) es una parroquia y una aldea del municipio español de Orense, en la provincia de Orense, Galicia.

## Organización territorial
La parroquia está formada por veintiocho entidades de población:

### Entidades de población
Entidades de población que forman parte de la parroquia:
- A Grela (A Agrela)
- Albaredo (O Albaredo)
- Alén
- Areal (O Areal)
- Arrabaldo
- Calvelos
- Carretera a Estación (Carruceiro)
- Casar do Mato
- Cuqueira (A Cuqueira)
- El Cirro (O Cirro)
- Estación-Santa Cruz (A Estación)(Santa Cruz)
- Garbanzal (O Garavanzal)
- Gulpilleira (A Golpilleira)
- La Granja (A Granxa)
- Los Campos (Os Campos)
- Mesón (O Mesón)
- Os Casares
- Outeiro (O Outeiro)
- Palleiro (O Palleiro)
- Ponte do Val (A Ponte do Val)
- Porta do Prado (A Porta do Prado)
- Ramirás
- Sistís
- Souto do Río (O Souto do Río)
- Tafona (A Tafona)
- Val (O Val)
- Veleiros (Os Beleiros)

### Despoblado
Despoblado que forma parte de la parroquia:
- Garduñeira (A Garduñeira)

## Demografía

### Parroquia
| Gráfica de evolución demográfica de Arrabaldo (parroquia) entre 2000 y 2023 |
|                                                                             |
| Datos según el nomenclátor publicado por el INE.                            |

### Aldea
| Gráfica de evolución demográfica de Arrabaldo (aldea) entre 2000 y 2023 |
|                                                                         |
| Datos según el nomenclátor publicado por el INE.                        |

## Deportes
La parroquia de Sta. Cruz de Arrabaldo cuenta con la escuela de Fútbol Ramón Somoza (SDC Arrabaldo) que se compone de equipos de iniciación (prebenjamines, benjamines, alevines, infantiles, cadetes y juveniles) y del equipo senior. Además cuenta con un gran nutrido grupo de monitores y entrenadores.
La escuela de fútbol también dispone de un programa educo-deportivo en el que los niños apoyados por un tutor pueden regresar a sus casas con los deberes del colegio terminados, esta escuela de fútbol es pionera en Galicia en este programa, apoyado por el Concello de Ourense y la Junta de Galicia.

## Festividades
- Las fiestas patronales tienen lugar el 3 de mayo.

- También se celebra una fiesta en honor a la Virgen del Carmen el día 16 de julio de cada año.

- Las fiestas más conocidas son las que tienen lugar la última semana de agosto, las de San Vitorio.